# 13200 Romagnani
13200 Romagnani eller 1997 EQ40 är en asteroid i huvudbältet som upptäcktes den 13 mars 1997 av de båda italienska astronomerna Gabriele Cattani och Luciano Tesi vid Pian dei Termini-observatoriet. Den är uppkallad efter Sauro Romagnani.
Asteroiden har en diameter på ungefär 2 kilometer.